# Saint-Martin-sur-Ocre (Loiret)
 Saint-Martin-sur-Ocre  es una población y comuna francesa, situada en la región de Centro, departamento de Loiret, en el distrito de Montargis y cantón de Gien.

## Demografía
| 522 | 529 | 647 | 846 | 1008 | 1154 |
| Para los censos de 1962 a 1999 la población legal corresponde a la población sin duplicidades (Fuente: INSEE [Consultar]) |     |     |     |      |      |